# Phare du Cap-Blanc (Miquelon)
Le phare du Cap-Blanc (ou de Cap-Blanc),  est un phare situé sur la côte ouest de la presqu'île du Cap, au nord de l'île de Miquelon, dans l'archipel français de Saint-Pierre-et-Miquelon. Construit en 1883, il est le plus ancien phare, avec le phare de Pointe-Plate, subsistant des phares construits dans les anciennes colonies françaises.  

## Caractéristiques
Le phare est constitué d'un fût en tubes de métal rivetés soutenu à sa base par six contreforts triangulaires dont le sommet atteint l'allège des premières baies. Le phare est équipé d'un petit sas d'entrée en tambour destiné à protéger l'intérieur des intempéries. Il est recouvert d'une chemise en béton pour le protéger de la corrosion. À l'intérieur, un escalier en acier avec garde-corps en fonte permet d'accéder à la lanterne. 

## Histoire
Le 21 mai 1874, la frégate anglaise Niobé fait naufrage sur un récif devant le cap Blanc, au nord-est de la presqu'île du Cap. Le Royaume-Uni demande alors à la France une concession à Miquelon ou à Langlade pour y bâtir un phare. En 1881, le ministère français de la Marine commanda deux phares métalliques aux ateliers Barbier et Fenestre (les futurs BBT), alors une des principales entreprises mondiales de construction et d'équipement de phares dont l'un pour Miquelon. Les éléments préfabriqués sont transportés à Saint-Pierre-et Miquelon et le phare entre en service en juillet 1883,. Il sera plus tard recouvert d'une chemise de béton pour le protéger de la corrosion.
Il est avec le phare de Pointe-Plate, situé plus au sud, à Langlade, classé Monument historique le 29 octobre 2012.
La structure du phare a été rénovée en 2015